# 卡鲁普尔
卡鲁普尔（Karuppur），是印度泰米尔纳德邦Salem县的一个城镇。总人口13003（2001年）。

## 人口
该地2001年总人口13003人，其中男性6817人，女性6186人；0—6岁人口1552人，其中男834人，女718人；识字率60.35%，其中男性为69.84%，女性为49.89%。